# Leichtathletik-Europameisterschaften 1969
| 9. Leichtathletik-Europameisterschaften | 9. Leichtathletik-Europameisterschaften |
| --------------------------------------- | --------------------------------------- |
|                                         |                                         |
| Stadt                                   | Athen                                   |
| Stadion                                 | Karaiskakis-Stadion                     |
| Teilnehmende Länder                     | 29                                      |
| Teilnehmende Athleten                   | über 900                                |
| Wettbewerbe                             | 38                                      |
| Weltrekorde                             | 7                                       |
| Eröffnung                               | 16. September 1969                      |
| Schlussfeier                            | 21. September 1969                      |
| Eröffnet durch                          | TBA                                     |
| Chronik                                 |                                         |
| ← Budapest 1966                         | Helsinki 1971 →                         |

| Medaillenspiegel (Endstand nach 38 Entscheidungen) | Medaillenspiegel (Endstand nach 38 Entscheidungen) | Medaillenspiegel (Endstand nach 38 Entscheidungen) | Medaillenspiegel (Endstand nach 38 Entscheidungen) | Medaillenspiegel (Endstand nach 38 Entscheidungen) | Medaillenspiegel (Endstand nach 38 Entscheidungen) |
| Platz                                              | Land                                               | Gold                                               | Silber                                             | Bronze                                             | Gesamt                                             |
| -------------------------------------------------- | -------------------------------------------------- | -------------------------------------------------- | -------------------------------------------------- | -------------------------------------------------- | -------------------------------------------------- |
| 1                                                  | DDR                                                | 11                                                 | 7                                                  | 7                                                  | 25                                                 |
| 2                                                  | Sowjetunion                                        | 9                                                  | 7                                                  | 8                                                  | 24                                                 |
| 3                                                  | Großbritannien                                     | 6                                                  | 4                                                  | 7                                                  | 17                                                 |
| 4                                                  | Frankreich                                         | 3                                                  | 4                                                  | –                                                  | 7                                                  |
| 5                                                  | Tschechoslowakei                                   | 2                                                  | 1                                                  | 2                                                  | 5                                                  |
| 6                                                  | Polen                                              | 2                                                  | –                                                  | 5                                                  | 7                                                  |
| 7                                                  | Ungarn                                             | 1                                                  | 2                                                  | –                                                  | 3                                                  |
| 8                                                  | Schweiz                                            | 1                                                  | 1                                                  | 1                                                  | 3                                                  |
| 9                                                  | Italien                                            | 1                                                  | –                                                  | 3                                                  | 4                                                  |
| 10                                                 | Österreich                                         | 1                                                  | –                                                  | 1                                                  | 2                                                  |
| Vollständiger Medaillenspiegel                     |                                                    |                                                    |                                                    |                                                    |                                                    |

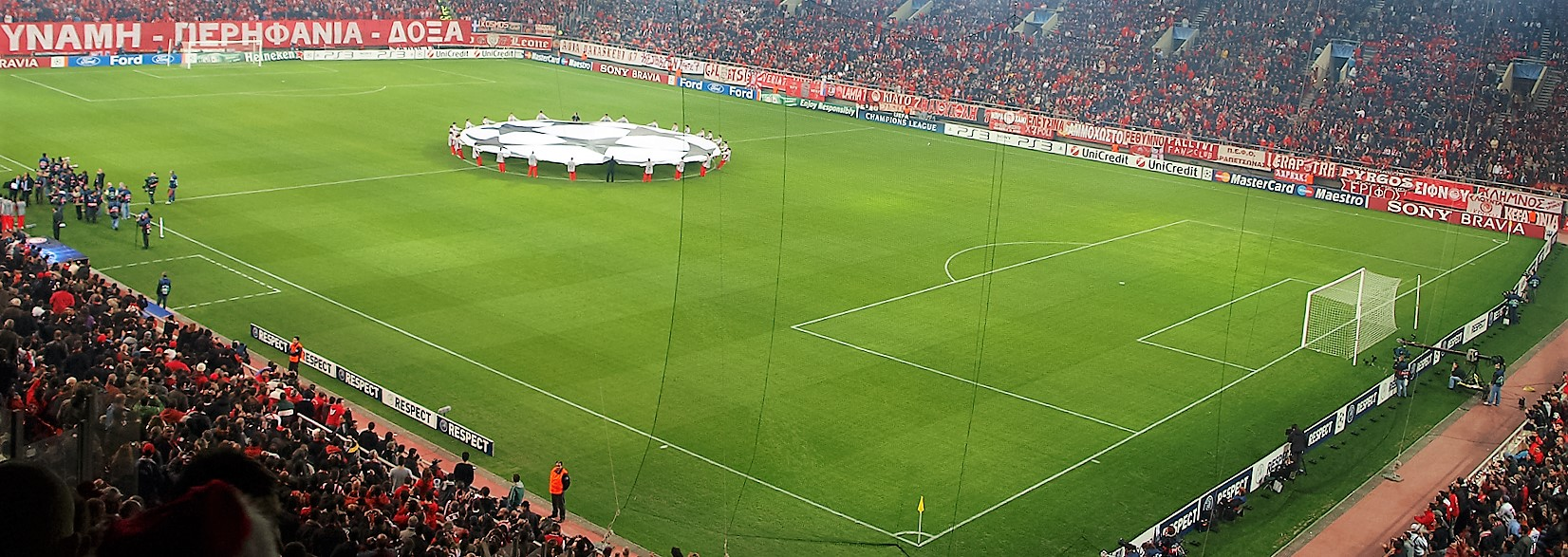
Das Karaiskakis-Stadion im Jahr 2009

Die 9. Leichtathletik-Europameisterschaften fanden vom 16. bis zum 21. September 1969 in Piräus bei Athen statt. Mit Ausnahme des Marathonlaufs und der Gehwettbewerbe wurden die Wettkämpfe im Karaiskakis-Stadion ausgetragen.

## Wettbewerbe
Auf dem Programm standen 24 Disziplinen der Männer und vierzehn der Frauen. Neu in das Angebot für Frauen wurden zwei Laufdisziplinen aufgenommen: der 1500-Meter-Lauf und die 4-mal-400-Meter-Staffel. Auch die Distanz des Hürdenlaufs der Frauen wurde geändert. Anstatt wie bisher über 80 Meter starteten die Athletinnen nun wie bei allen großen Veranstaltungen über 100 Meter Hürden. Damit wurde der Schrittlänge der Frauen im Hinblick auf die Abstände zwischen den Hürden Rechnung getragen. Das Programm der Frauen sollte sich in den nächsten Jahren und Jahrzehnten sukzessive erweitern, bis es dem der Männer weitgehend entsprach.

## Teilnehmer
Mehr als 900 Leichtathleten aus 29 Ländern hatten gemeldet.
Die DDR-Mannschaft setzte sich aus insgesamt 62 Aktiven zusammen, 37 Männern und 25 Frauen, die die meisten EM-Titel errangen und auch in der Gesamtzahl der Medaillen vorne lagen.
Athleten aus der Bundesrepublik Deutschland starteten aus Protest mit Ausnahme der Staffeln bei diesen Europameisterschaften nicht. Grund war der Fall des aus der DDR geflüchteten Mittel- und Langstreckenläufers Jürgen May, der nicht starten durfte, da er vor weniger als drei Jahren von der DDR in die Bundesrepublik geflohen war und damit den Verband gewechselt hatte. Formal war dieser Verbandswechsel entscheidend, auch wenn sich die bundesdeutsche Mannschaftsleitung unter ihrem Vorsitzenden Max Danz auf den Standpunkt stellte, dass May doch innerhalb Deutschlands gewechselt habe. Die Aktiven der deutschen Mannschaft stimmten ab und entschieden sich gegen den Willen der Mannschaftsleitung für einen Boykott.

## Doping
Bei diesen Europameisterschaften gab es die erste dopingbedingte Disqualifikation in der Leichtathletik. Der niederländische Zehnkämpfer Edward de Noorlander wurde wegen des Konsums von Amphetaminen disqualifiziert.

## Sportliche Leistungen
Erfolgreichste Nation war wie drei Jahre zuvor in Budapest die DDR. 1966 hatten die DDR-Athleten acht Goldmedaillen errungen, nun waren es elf. Dahinter folgte jetzt wieder die Sowjetunion, das Team kam auf neun EM-Titel. Die britischen Leichtathleten stellten sechs Europameister. Frankreich gewann drei, die Tschechoslowakei und Polen je zwei Goldmedaillen. Alle anderen Nationen hatten höchsten einen EM-Titel errungen.
- Bei dieser Veranstaltung wurden sieben neue Weltrekorde aufgestellt, ein Weltrekord wurde egalisiert:
  - Hammerwurf, Männer: 74,68 m – Anatolij Bondartschuk, Sowjetunion (Finale)
  - 400 Meter, Frauen: 51,73 s – Nicole Duclos, Frankreich (Finale)
  - 1500 Meter, Frauen: 4:10,7 min – Jaroslava Jehličková, Tschechoslowakei (Finale)
  - 4-mal-400-Meter-Staffel, Frauen: 3:33,9 min – BR Deutschland (Vorlauf)
  - 4-mal-400-Meter-Staffel, Frauen: 3:30,8 min – Großbritannien (Finale, Platz eins)
  - 4-mal-400-Meter-Staffel, Frauen: 3:30,8 min – Frankreich (Finale, Platz zwei)
  - Kugelstoßen, Frauen: 20,10 m (egalisiert) – Nadeschda Tschischowa, Sowjetunion
  - Kugelstoßen, Frauen: 20,43 m – Nadeschda Tschischowa, Sowjetunion
- Außerdem gab es in 23 Disziplinen 39 neue oder egalisierte Meisterschaftsrekorde und in sechs Wettbewerben wurden sechzehn Landesrekorde eingestellt oder verbessert.
- Eine Athletin errang drei Goldmedaillen bei diesen Meisterschaften:
  - Petra Vogt (DDR) – 100 Meter, 200 Meter, 4-mal-100-Meter-Staffel
- Eine Athletin errang zwei Goldmedaillen:
  - Lillian Board (Großbritannien) – 800 Meter, 4-mal-400-Meter-Staffel
- Sieben der Europameister von 1969 hatten bereits vorher EM-Titel gewonnen:
  - Igor Ter-Owanesjan (Sowjetunion) – Weitsprung, dritter Erfolg nach 1958 und 1962
  - Jānis Lūsis (Sowjetunion) – Speerwurf, dritter Erfolg in Folge seit 1962
  - Jürgen Haase (DDR) – 10.000 Meter, Wiederholung seines Erfolgs von 1966
  - Eddy Ottoz (Italien) – 110 Meter Hürden, Wiederholung seines Erfolgs von 1966
  - Wolfgang Nordwig (DDR) – Stabhochsprung, Wiederholung seines Erfolgs von 1966
  - Karin Balzer (DDR) – Hürdensprint (1969: 100 Meter Hürden, Wiederholung ihres Erfolgs von 1966 über 80 Meter Hürden)
  - Nadeschda Tschischowa (Sowjetunion) – Kugelstoßen, Wiederholung ihres Erfolgs von 1966

## Resultate Männer

### 100 m

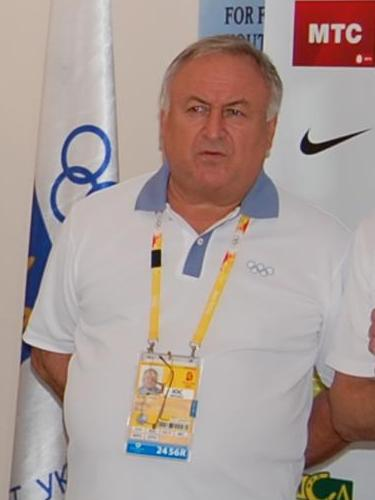
Europameister Waleri Borsow (hier im Jahr 2012)

| Platz | Athlet         | Land | Zeit (s) |
| ----- | -------------- | ---- | -------- |
| 1     | Waleri Borsow  | URS  | 10,4     |
| 2     | Alain Sarteur  | FRA  | 10,4     |
| 3     | Philippe Clerc | SUI  | 10,5     |
| 4     | Gérard Fenouil | FRA  | 10,7     |
| 5     | Hermann Burde  | GDR  | 10,7     |
| 6     | Barrie Kelly   | GBR  | 10,7     |
| 7     | Peter Haase    | GDR  | 10,7     |
| DNS   | René Metz      | FRA  |          |

Finale: 17. September
Wind: −2,7 m/s

### 200 m
| Platz | Athlet              | Land | Zeit (s) |
| ----- | ------------------- | ---- | -------- |
| 1     | Philippe Clerc      | SUI  | 20,6 CR  |
| 2     | Hermann Burde       | GDR  | 20,9000  |
| 3     | Zenon Nowosz        | POL  | 20,9000  |
| 4     | Hans-Jürgen Bombach | GDR  | 21,0000  |
| 5     | Jiří Kynos          | TCH  | 21,0000  |
| 6     | Hansruedi Wiedmer   | SUI  | 21,1000  |
| 7     | Pasqualino Abeti    | ITA  | 21,1000  |
| 8     | Philippe Guillet    | FRA  | 21,2000  |

Finale: 20. September
Wind: ±0,0 m/s

### 400 m
| Platz | Athlet                 | Land | Zeit (s) |
| ----- | ---------------------- | ---- | -------- |
| 1     | Jan Werner             | POL  | 45,7 CR  |
| 2     | Jean-Claude Nallet     | FRA  | 45,8000  |
| 3     | Stanisław Grędziński   | POL  | 45,8000  |
| 4     | Jacques Carette        | FRA  | 45,9000  |
| 5     | Alexander Brattschikow | URS  | 45,9000  |
| 6     | Andrzej Badeński       | POL  | 45,9000  |
| 7     | Boris Sawtschuk        | URS  | 46,3000  |
| 8     | Sergio Bello           | ITA  | 46,6000  |

Finale: 18. September

### 800 m

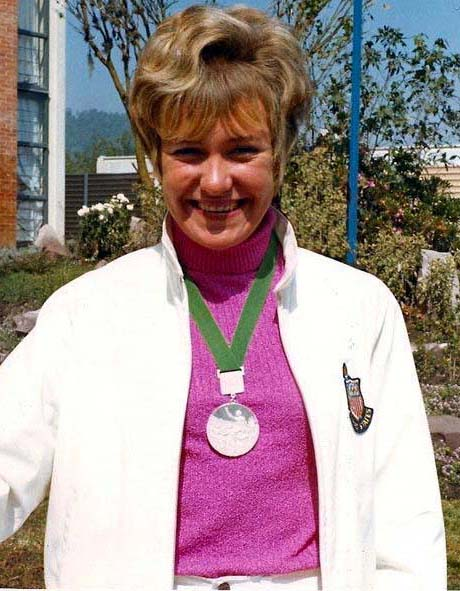
Lillian Board – Olympiasilber 1968 über 400 und nun EM-Gold über 800 Meter

| Platz | Athlet               | Land | Zeit (min) |
| ----- | -------------------- | ---- | ---------- |
| 1     | Dieter Fromm         | GDR  | 1:45,9 CR  |
| 2     | Jozef Plachý         | TCH  | 1:46,2000  |
| 3     | Manfred Matuschewski | GDR  | 1:46,8000  |
| 4     | Jewgeni Arschanow    | URS  | 1:47,1000  |
| 5     | Hansueli Mumenthaler | SUI  | 1:47,2000  |
| 6     | Andrzej Kupczyk      | POL  | 1:47,5000  |
| 7     | Noel Carroll         | IRL  | 1:49,1000  |
| 8     | Erhard Schulze       | GDR  | 1:55,4000  |

Finale: 19. September

### 1500 m
| Platz | Athlet              | Land | Zeit (min) |
| ----- | ------------------- | ---- | ---------- |
| 1     | John Whetton        | GBR  | 3:39,4 CR  |
| 2     | Frank Murphy        | IRL  | 3:39,5 NR  |
| 3     | Henryk Szordykowski | POL  | 3:39,8000  |
| 4     | Edgard Salvé        | BEL  | 3:39,9000  |
| 5     | André Dehertoghe    | BEL  | 3:40,9000  |
| 6     | Jean Wadoux         | FRA  | 3:41,7000  |
| 7     | Pavel Pěnkava       | TCH  | 3:41,7000  |
| 8     | Francesco Arese     | ITA  | 3:42,2000  |

Finale: 20. September

### 5000 m
| Platz | Athlet                 | Land | Zeit (min) |
| ----- | ---------------------- | ---- | ---------- |
| 1     | Ian Stewart            | GBR  | 13:44,8    |
| 2     | Raschid Scharafetdinow | URS  | 13:45,8    |
| 3     | Alan Blinston          | GBR  | 13:47,6    |
| 4     | Bernd Dießner          | GDR  | 13:50,4    |
| 5     | Dane Korica            | YUG  | 13:51,4    |
| 6     | Giuseppe Ardizzone     | ITA  | 13:51,8    |
| 7     | Emiel Puttemans        | BEL  | 13:52,2    |
| 8     | Bengt Nåjde            | SWE  | 13:55,8    |

Datum: 19. September

### 10.000 m
| Platz | Athlet           | Land | Zeit (min) |
| ----- | ---------------- | ---- | ---------- |
| 1     | Jürgen Haase     | GDR  | 28:41,6    |
| 2     | Mike Tagg        | GBR  | 28:43,2    |
| 3     | Nikolai Swiridow | URS  | 28:45,8    |
| 4     | Drago Zuntar     | YUG  | 28:46,0    |
| 5     | Gaston Roelants  | BEL  | 28:49,8    |
| 6     | Michael Freary   | GBR  | 28:49,8    |
| 7     | René Jourdan     | FRA  | 28:57,0    |
| 8     | Georgi Tichow    | BGR  | 29:04,0    |

Datum: 16. September

### Marathon

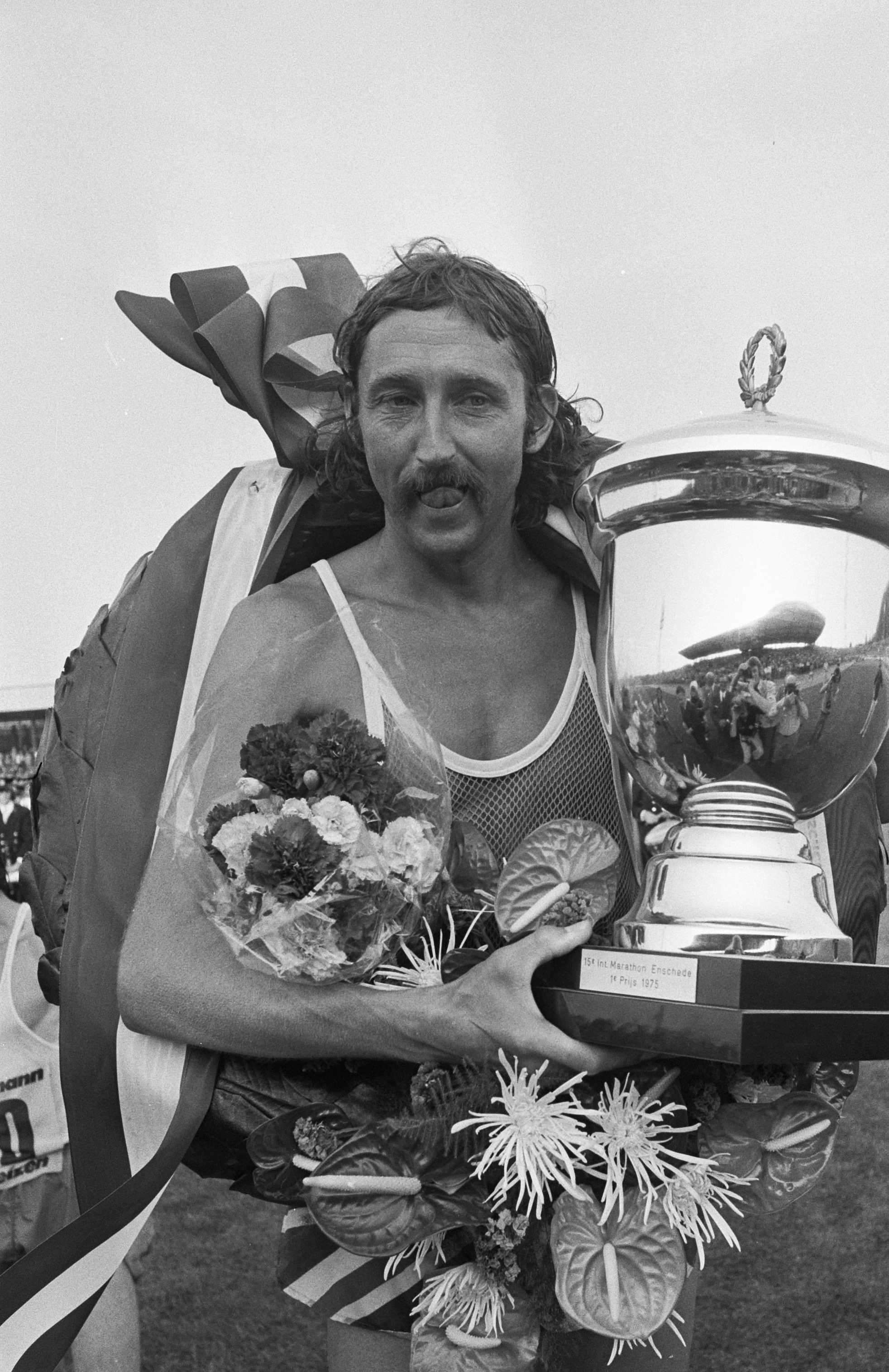
Europameister Ron Hill, (hier 1975)

| Platz | Athlet          | Land | Zeit (h)  |
| ----- | --------------- | ---- | --------- |
| 1     | Ron Hill        | GBR  | 2:16:47,0 |
| 2     | Gaston Roelants | BEL  | 2:17:22,2 |
| 3     | Jim Alder       | GBR  | 2:19:05,0 |
| 4     | Jürgen Busch    | GDR  | 2:19:34,4 |
| 5     | İsmail Akçay    | TUR  | 2:22:16,8 |
| 6     | Denes Simon     | HUN  | 2:22:58,8 |
| 7     | Michel Wójcik   | POL  | 2:23:36,6 |
| 8     | Juri Wolkow     | URS  | 2:24:09,6 |

Datum: 21. September

### 110 m Hürden

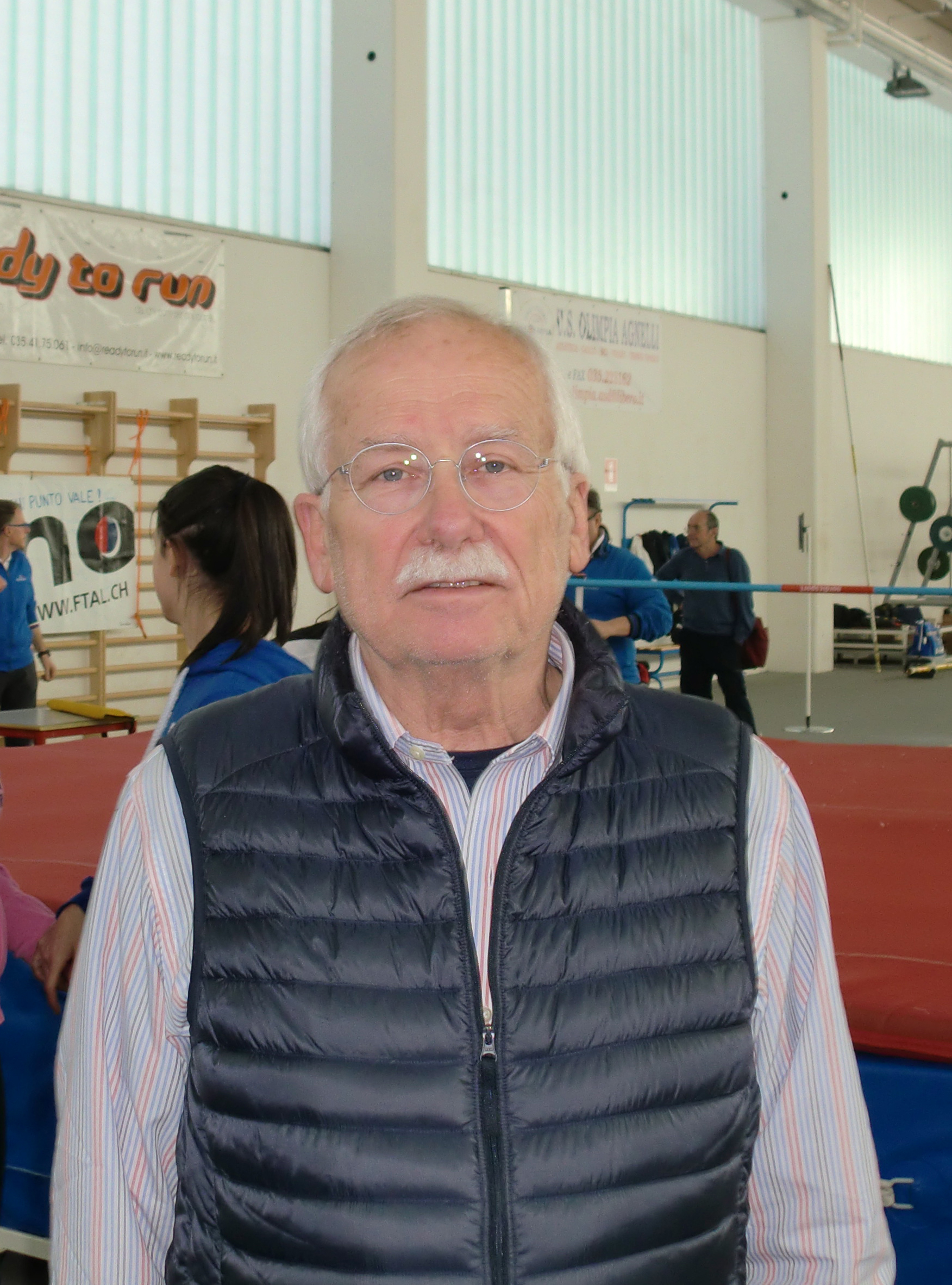
Eddy Ottoz im Jahr 2015

| Platz | Athlet          | Land | Zeit (s) |
| ----- | --------------- | ---- | -------- |
| 1     | Eddy Ottoz      | ITA  | 13,5 CR  |
| 2     | David Hemery    | GBR  | 13,7000  |
| 3     | Alan Pascoe     | GBR  | 13,9000  |
| 4     | Guy Drut        | FRA  | 14,0000  |
| 5     | Raimund Bethge  | GDR  | 14,1000  |
| 6     | Pierre Schoebel | FRA  | 14,1000  |
| 7     | Kjellfred Weum  | NOR  | 14,1000  |
| 8     | Sergio Liani    | ITA  | 14,1000  |

Finale: 20. September
Wind: ±0,0 m/s

### 400 m Hürden
| Platz | Athlet                   | Land | Zeit (s) |
| ----- | ------------------------ | ---- | -------- |
| 1     | Wjatscheslaw Skomorochow | URS  | 49,7     |
| 2     | John Sherwood            | GBR  | 50,1     |
| 3     | Andrew Todd              | GBR  | 50,3     |
| 4     | Hansjörg Wirz            | SUI  | 50,8     |
| 5     | François Huard           | FRA  | 51,1     |
| 6     | Wilhelm Weistand         | POL  | 51,2     |
| 7     | Tadeusz Kulczycki        | POL  | 51,2     |
| 8     | Giorgio Ballati          | ITA  | 52,4     |

Finale: 18. September

### 3000 m Hindernis
| Platz | Athlet             | Land | Zeit (min)   |
| ----- | ------------------ | ---- | ------------ |
| 1     | Michail Schelew    | BGR  | 8:25,0 CR/NR |
| 2     | Alexander Morosow  | URS  | 8:25,6000000 |
| 3     | Vladimiras Dudinas | URS  | 8:26,6000000 |
| 4     | Georgi Tichow      | BGR  | 8:27,2000000 |
| 5     | Jean-Paul Villain  | FRA  | 8:33,4000000 |
| 6     | Arne Risa          | NOR  | 8:34,6000000 |
| 7     | Kazimierz Maranda  | POL  | 8:34,6000000 |
| 8     | Gerry Stevens      | GBR  | 8:36,6000000 |

Finale: 18. September

### 4 × 100 m Staffel
| Platz | Land             | Athleten                                                               | Zeit (s) |
| ----- | ---------------- | ---------------------------------------------------------------------- | -------- |
| 1     | Frankreich       | Alain Sarteur Patrick Bourbeillon Gérard Fenouil François Saint-Gilles | 38,8 CR  |
| 2     | Sowjetunion      | Alexander Lebedew Wladislaw Sapeja Nikolai Iwanow Walerij Borsow       | 39,3000  |
| 3     | Tschechoslowakei | Ladislav Kříž Dionys Szögedi Jiří Kynos Luděk Bohman                   | 39,5000  |
| 4     | Polen            | Stanisław Wagner Edward Romanowski Zenon Nowosz Tadeusz Cuch           | 39,5000  |
| 5     | DDR              | Günter Gollos Peter Haase Hermann Burde Hans-Jürgen Bombach            | 39,6000  |
| 6     | BR Deutschland   | Manfred Knickenberg Gerhard Wucherer Volker Stöckel Günther Nickel     | 39,6000  |
| 7     | Jugoslawien      | Miro Kocuvan Gabor Lendjel Ivan Karasi Predrag Krizan                  | 39,7000  |
| 8     | Italien          | Giorgio Rietti Ennio Preatino Angelo Squazzero Francesco Zandano       | 39,8000  |

Finale: 20. September

### 4 × 400 m Staffel
| Platz | Land           | Athleten                                                             | Zeit (min) |
| ----- | -------------- | -------------------------------------------------------------------- | ---------- |
| 1     | Frankreich     | Gilles Bertould Christian Nicolau Jacques Carette Jean-Claude Nallet | 3:02,3 CR  |
| 2     | Sowjetunion    | Jewgeni Borissenko Boris Sawtschuk Juri Sorin Alexander Brattschikow | 3:03,0000  |
| 3     | BR Deutschland | Horst-Rüdiger Schlöske Ingo Röper Gerhard Hennige Martin Jellinghaus | 3:03,1000  |
| 4     | Polen          | Jan Balachowski Stanisław Grędziński Andrzej Badeński Jan Werner     | 3:03,1000  |
| 5     | Italien        | Claudio Trachello Sergio Bello Giacomo Puosi Furio Fusi              | 3:04,1000  |
| 6     | Großbritannien | Gwynne Griffith Colin Campbell Martin Winbolt-Lewis John Robertson   | 3:04.2000  |
| 7     | Schweden       | Tore Nilsson Michael Fredriksson Lars Gustafsson Ulf Nilsson         | 3:08,9000  |
| 8     | Belgien        | René Bervoets Tony Goovaerts Karel Brems Willy Vandenwyngaerden      | 3:10,8000  |

Finale: 20. September

### 20 km Gehen
| Platz | Athlet                | Land | Zeit (h)  |
| ----- | --------------------- | ---- | --------- |
| 1     | Paul Nihill           | GBR  | 1:30:41,0 |
| 2     | Leonida Caraiosifoglu | ROM  | 1:31:06,4 |
| 3     | Nikolai Smaga         | URS  | 1:31:20,2 |
| 4     | Gerhard Sperling      | GDR  | 1:32:04,0 |
| 5     | Hans-Georg Reimann    | GDR  | 1:33:04,0 |
| 6     | Abdon Pamich          | ITA  | 1:34:15,0 |
| 7     | Borys Jakowlew        | URS  | 1:35:19,0 |
| 8     | John Webb             | GBR  | 1:35:51,0 |

Datum: 16. September

### 50 km Gehen
| Platz | Athlet              | Land | Zeit (h)     |
| ----- | ------------------- | ---- | ------------ |
| 1     | Christoph Höhne     | GDR  | 4:13:32,8 CR |
| 2     | Peter Selzer        | GDR  | 4:16:09,6000 |
| 3     | Weniamin Soldatenko | URS  | 4:23:04,8000 |
| 4     | Otto Bartsch        | URS  | 4:26:45,0000 |
| 5     | Ray Middleton       | GBR  | 4:27:00,0000 |
| 6     | Stefan Ingvarsson   | SWE  | 4:32:07,2000 |
| 7     | Charles Sowa        | LUX  | 4:33:24,6000 |
| 8     | Alexandr Bilek      | TCH  | 4:34:25,8000 |

Datum: 18. September

### Hochsprung
| Platz | Athlet            | Land | Höhe (m) |
| ----- | ----------------- | ---- | -------- |
| 1     | Walentin Gawrilow | URS  | 2,17     |
| 2     | Reijo Vähälä      | FIN  | 2,17     |
| 3     | Erminio Azzaro    | ITA  | 2,17     |
| 4     | Henry Elliott     | FRA  | 2,14     |
| 5     | István Major      | HUN  | 2,14     |
| 6     | Christer Celion   | SWE  | 2,14     |
| 7     | József Tihányi    | HUN  | 2,11     |
| 8     | Waleri Skworzow   | URS  | 2,08     |
| 8     | Ladislav Borodáč  | TCH  | 2,08     |

Finale: 19. September

### Stabhochsprung
| Platz | Athlet                | Land | Höhe (m) |
| ----- | --------------------- | ---- | -------- |
| 1     | Wolfgang Nordwig      | GDR  | 5,30 CR  |
| 2     | Kjell Isaksson        | SWE  | 5,20000  |
| 3     | Aldo Righi            | ITA  | 5,10000  |
| 4     | Christos Papanikolaou | GRE  | 5,00000  |
| 5     | John-Erik Blomquist   | SWE  | 5,00000  |
| 6     | Joachim Bär           | GDR  | 5,00000  |
| 7     | Mike Bull             | GBR  | 5,00000  |
| 8     | Erkki Mustakari       | FIN  | 4,90000  |

Finale: 20. September

### Weitsprung

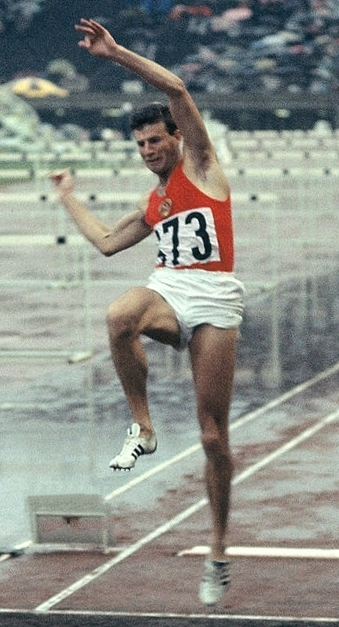
Igor
Ter-Owanessjan

| Platz | Athlet              | Land | Weite (m) |
| ----- | ------------------- | ---- | --------- |
| 1     | Igor Ter-Owanessjan | URS  | 8,17 w0   |
| 2     | Lynn Davies         | GBR  | 8,07 w0   |
| 3     | Tõnu Lepik          | URS  | 8,04 w0   |
| 4     | Klaus Beer          | GDR  | 8,03 w0   |
| 5     | Leonid Barkowskyj   | URS  | 8,02 w0   |
| 6     | Max Klauß           | GDR  | 8,00 CR   |
| 7     | Jack Pani           | FRA  | 7,87 w0   |
| 8     | Gérard Ugolini      | ITA  | 7,87000   |

Finale: 18. September
Mit ausgezeichneten 8,17 m wurde Igor Ter-Owanesjan (Foto rechts) nach 1958 und 1966 zum dritten Mal Europameister im Weitsprung. Der Rückenwind lag allerdings bei diesem und zahlreichen weiteren Sprüngen über dem Wert von 2,0 m/s, sodass viele Weiten nicht bestenlistenreif waren und der sechstplatzierte Max Klauß zum Inhaber des Meisterschaftsrekords wurde.

### Dreisprung

Nach dem Olympiasieg nun der EM-Titel für Wiktor Sanejew

| Platz | Athlet           | Land | Weite (m) |
| ----- | ---------------- | ---- | --------- |
| 1     | Wiktor Sanejew   | URS  | 17,34 CR  |
| 2     | Zoltán Cziffra   | HUN  | 16,85000  |
| 3     | Klaus Neumann    | GDR  | 16,68000  |
| 4     | Carol Corbu      | ROM  | 16,56000  |
| 5     | Mikalaj Dudkin   | URS  | 16,46000  |
| 6     | Jörg Drehmel     | GDR  | 16,23000  |
| 7     | Giuseppe Gentile | ITA  | 16,03000  |
| 8     | Serge Firca      | FRA  | 15,94000  |

Finale: 17. September

### Kugelstoßen

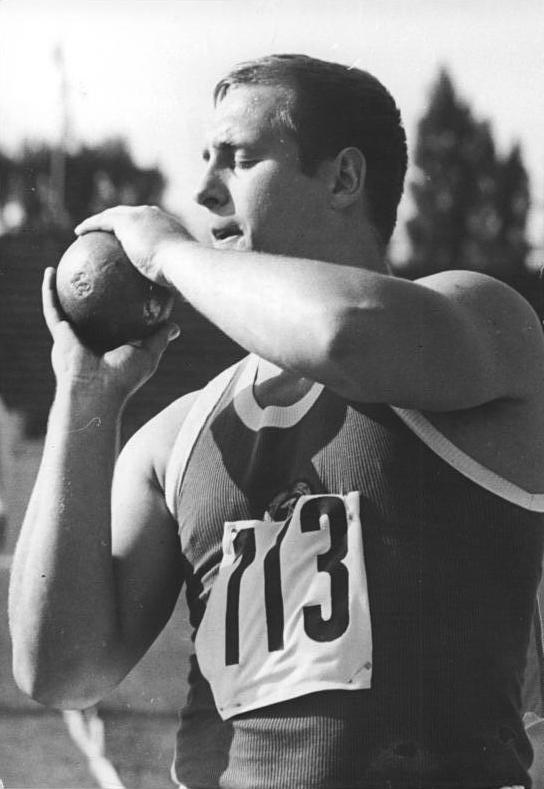
Dieter Hoffmann

| Platz | Athlet                   | Land | Weite (m) |
| ----- | ------------------------ | ---- | --------- |
| 1     | Dieter Hoffmann          | GDR  | 20,12 CR  |
| 2     | Heinz-Joachim Rothenburg | GDR  | 20,05000  |
| 3     | Hans-Peter Gies          | GDR  | 19,78000  |
| 4     | Matti Yrjölä             | FIN  | 19,27000  |
| 5     | Pierre Colnard           | FRA  | 19,06000  |
| 6     | Eduard Guschtschin       | URS  | 18,91000  |
| 7     | Vilmos Varjú             | HUN  | 18,87000  |
| 8     | Nikolai Karassjow        | URS  | 18,71000  |

Finale: 18. September
Dieter Hoffmann (Foto rechts) siegte in einem hochklassigen Wettbewerb mit zwei DDR-Athleten, die weiter als zwanzig Meter stießen.

### Diskuswurf
| Platz | Athlet            | Land | Weite (m) |
| ----- | ----------------- | ---- | --------- |
| 1     | Hartmut Losch     | GDR  | 61,82 CR  |
| 2     | Ricky Bruch       | SWE  | 61,08000  |
| 3     | Lothar Milde      | GDR  | 59,34000  |
| 4     | Ludvík Daněk      | TCH  | 59,30000  |
| 5     | Wladimir Ljachow  | URS  | 59,10000  |
| 6     | Ferenc Tégla      | HUN  | 58,18000  |
| 7     | Günter Schaumburg | GDR  | 57,88000  |
| 8     | Kaj Andersen      | DEN  | 56,26000  |

Finale: 17. September

### Hammerwurf

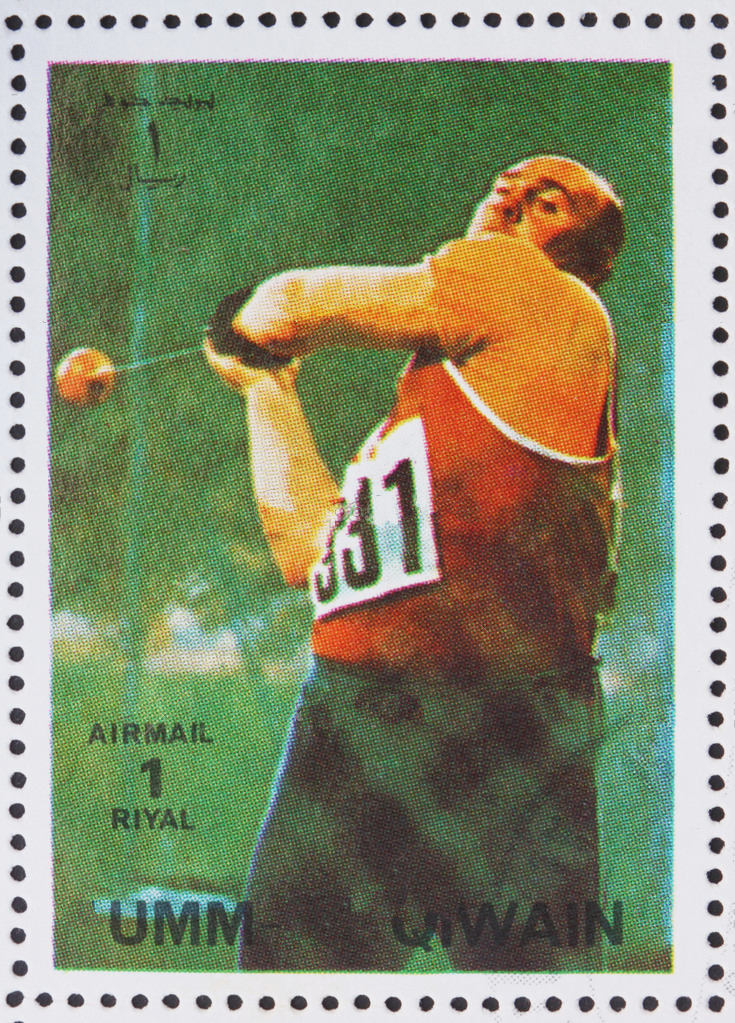
Anatolij Bondartschuk – Europameister mit Weltrekord

| Platz | Athlet                | Land | Weite (m) |
| ----- | --------------------- | ---- | --------- |
| 1     | Anatolij Bondartschuk | URS  | 74,68 WR  |
| 2     | Ramuald Klim          | URS  | 72,74000  |
| 3     | Reinhard Theimer      | GDR  | 72,02000  |
| 4     | Gyula Zsivótzky       | HUN  | 69,68000  |
| 5     | Jochen Sachse         | GDR  | 68,60000  |
| 6     | Lázár Lovász          | HUN  | 66,90000  |
| 7     | Sándor Eckschmiedt    | HUN  | 66,02000  |
| 8     | Howard Payne          | GBR  | 65,90000  |

Finale: 20. September

### Speerwurf

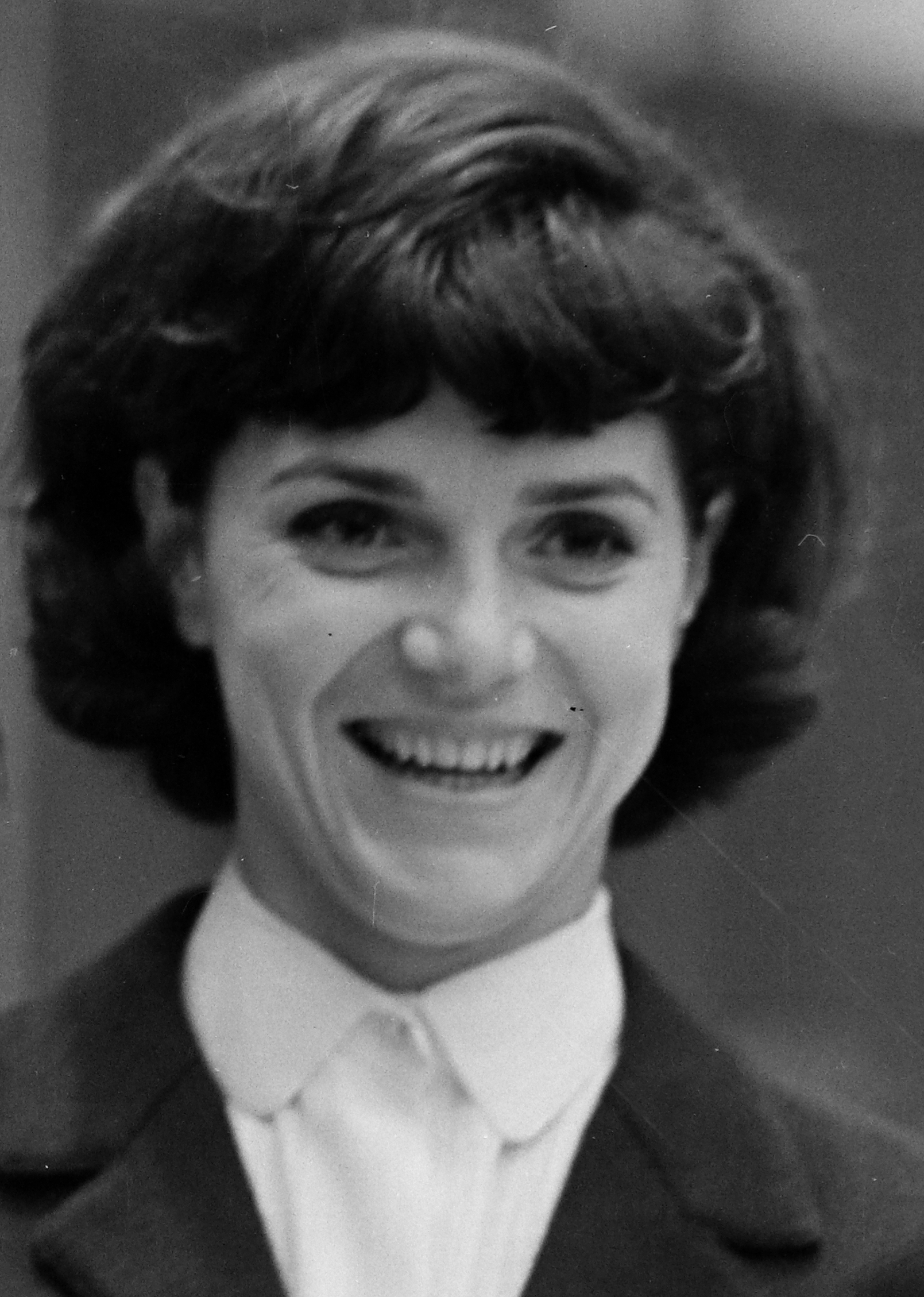
Angéla Ránky – nach dem Olympiasieg 1968 nun auch Europameisterin

| Platz | Athlet             | Land | Weite (m) |
| ----- | ------------------ | ---- | --------- |
| 1     | Jānis Lūsis        | URS  | 91,52 CR  |
| 2     | Pauli Nevala       | FIN  | 89,58000  |
| 3     | Janusz Sidło       | POL  | 82,90000  |
| 4     | Gergely Kulcsár    | HUN  | 81,40000  |
| 5     | Wieslaw Sieranski  | POL  | 79,74000  |
| 6     | Jānis Doniņš       | URS  | 79,10000  |
| 7     | Esko Kuuti         | FIN  | 78,84000  |
| 8     | Władysław Nikiciuk | POL  | 77,48000  |

Finale: 19. September

### Zehnkampf
| Platz | Athlet             | Land | Punkte offiz. Wert. | Punkte 85er Wert. |
| ----- | ------------------ | ---- | ------------------- | ----------------- |
| 1     | Joachim Kirst      | GDR  | 8041 CR             | 7910              |
| 2     | Herbert Wessel     | GDR  | 7828000             | 7683              |
| 3     | Wiktor Tschelnokow | URS  | 7801000             | 7653              |
| 4     | Mykola Awilow      | URS  | 7797000             | 7648              |
| 5     | Rüdiger Demmig     | GDR  | 7631000             | 7469              |
| 6     | Horst Mandl        | AUT  | 7579000             | 7439              |
| 7     | Lennart Hedmark    | SWE  | 7531000             | 7402              |
| 8     | Urs Trautmann      | SUI  | 7487000             | 7332              |

Finale: 17./18. September

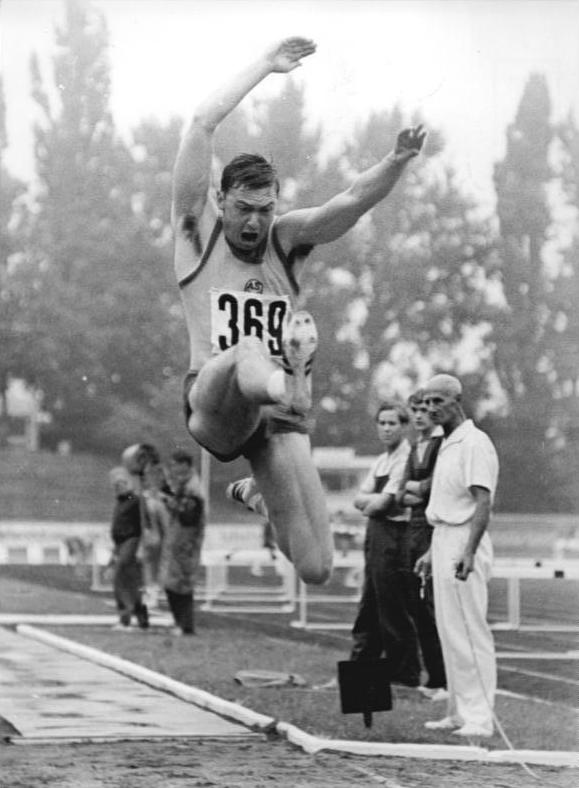
Joachim Kirst kam überlegen zu seinem ersten EM-Titel

Gewertet wurde nach der Punktetabelle von 1964.
Zur Orientierung und Einordnung der Leistungen sind zum Vergleich die nach heutigem Wertungssystem von 1985 erreichten Punktzahlen mitaufgeführt. Aber diese Vergleiche sind nur Anhaltswerte, denn als Grundlage müssen die jeweils unterschiedlichen Maßstäbe der Zeit gelten.
In diesem Wettbewerb gab es die erste dopingbedingte Disqualifikation in der Leichtathletik. Der niederländische Zehnkämpfer Edward de Noorlander wurde wegen des Konsums von Amphetaminen disqualifiziert.

## Resultate Frauen

### 100 m
| Platz | Athletin           | Land | Zeit (s) |
| ----- | ------------------ | ---- | -------- |
| 1     | Petra Vogt         | GDR  | 11,6     |
| 2     | Wilma van den Berg | NED  | 11,7     |
| 3     | Anita Neil         | GBR  | 11,8     |
| 4     | Val Peat           | GBR  | 11,8     |
| 5     | Karin Balzer       | GDR  | 11,8     |
| 6     | Regina Höfer       | GDR  | 11,8     |
| 7     | Eva Glesková       | TCH  | 11,8     |
| 8     | Sylviane Telliez   | FRA  | 11,9     |

Finale: 17. September
Wind: −0,4 m/s

### 200 m
| Platz | Athletin           | Land | Zeit (s) |
| ----- | ------------------ | ---- | -------- |
| 1     | Petra Vogt         | GDR  | 23,2     |
| 2     | Renate Meißner     | GDR  | 23,3     |
| 3     | Val Peat           | GBR  | 23,3     |
| 4     | Wilma van den Berg | NED  | 23,5     |
| 5     | Gabrielle Meyer    | FRA  | 23,7     |
| 6     | Mariana Goth       | ROM  | 23,9     |
| 7     | Else Hadrup        | DEN  | 24,0     |
| 8     | Madeleine Cobb     | GBR  | 24,1     |

Finale: 19. September
Wind: +0,6 m/s

### 400 m
| Platz | Athletin           | Land | Zeit (s) |
| ----- | ------------------ | ---- | -------- |
| 1     | Nicole Duclos      | FRA  | 51,7 WR  |
| 2     | Colette Besson     | FRA  | 51,7 WR  |
| 3     | Maria Sykora       | AUT  | 53,0 NR  |
| 4     | Hannelore Middecke | GDR  | 53,1 DR  |
| 5     | Karin Lundgren     | SWE  | 53,4000  |
| 6     | Donata Govoni      | ITA  | 53,6000  |
| 7     | Janet Simpson      | GBR  | 53,8000  |
| 8     | Rosemary Stirling  | GBR  | 54,6000  |

Finale: 18. September

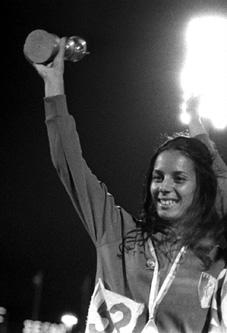
Colette Besson

Formal wurden die Zeiten noch nicht im Hundertstel-, sondern im Zehntelbereich gewertet. So waren die offiziellen Zeiten für die Siegerin Nicole Duclos (inoffiziell: 51,77 s) und für die Zweite Colette Besson (inoffiziell: 51,79 s) mit 51,7 Sekunden gleichlautend. Offiziell hatten beide Läuferinnen Weltrekord erzielt und wurden beide als Weltrekordlerinnen geführt.
Trotz ihres Weltrekords blieb für die Olympiasiegerin Colette Besson (Foto rechts) nur Platz zwei hinter ihrer zeitgleichen Landsfrau Nicole Duclos.

### 800 m
| Platz | Athletin             | Land | Zeit (min) |
| ----- | -------------------- | ---- | ---------- |
| 1     | Lillian Board        | GBR  | 2:01,4 CR  |
| 2     | Annelise Damm Olesen | DEN  | 2:02,6 NR  |
| 3     | Vera Nikolić         | YUG  | 2:02,6000  |
| 4     | Barbara Wieck        | GDR  | 2:02,7 DR  |
| 5     | Ileana Silai         | ROM  | 2:03,0000  |
| 6     | Pat Lowe             | GBR  | 2:03,4000  |
| 7     | Anne-Marie Nenzell   | SWE  | 2:05,2000  |
| 8     | Ilja Keizer          | NED  | 2:05,2000  |

Finale: 17. September

### 1500 m
| Platz | Athletin             | Land | Zeit (min) |
| ----- | -------------------- | ---- | ---------- |
| 1     | Jaroslava Jehličková | TCH  | 4:10,7 WR  |
| 2     | Maria Gommers        | NED  | 4:11,9 NR  |
| 3     | Paola Pigni          | ITA  | 4:12,0 NR  |
| 4     | Ljudmila Bragina     | URS  | 4:13,2 NR  |
| 5     | Ilja Keizer          | NED  | 4:13,3000  |
| 6     | Regine Kleinau       | GDR  | 4:15,2 DR  |
| 7     | Rita Ridley          | GBR  | 4:15,9 NR  |
| 8     | Anne-Marie Nenzell   | SWE  | 4:16,6 NR  |

Finale: 20. September

### 100 m Hürden

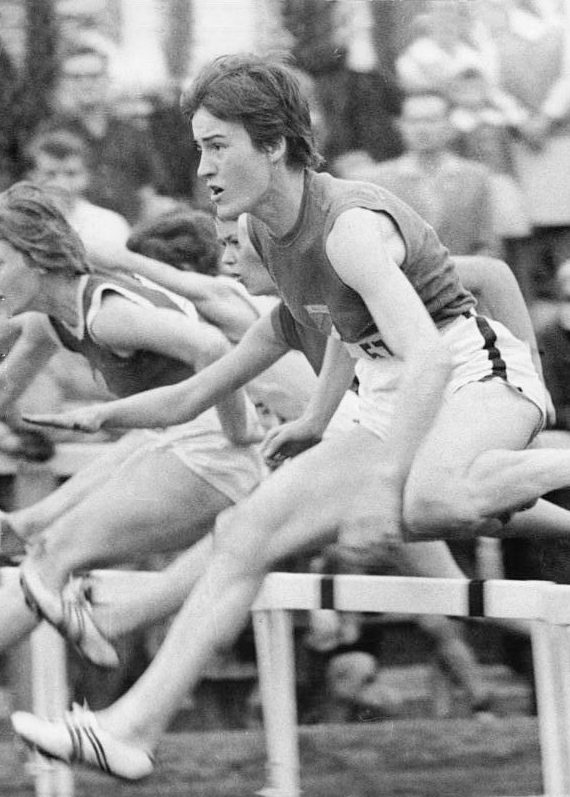
Karin Balzer

| Platz | Athletin          | Land | Zeit (s) |
| ----- | ----------------- | ---- | -------- |
| 1     | Karin Balzer      | GDR  | 13,3 CR  |
| 2     | Bärbel Podeswa    | GDR  | 13,6000  |
| 3     | Teresa Nowak      | POL  | 13,7000  |
| 4     | Lija Chytrina     | URS  | 13,8000  |
| 5     | Teresa Sukniewicz | POL  | 13,8000  |
| 6     | Regina Höfer      | GDR  | 13,9000  |
| 7     | Christine Perera  | GBR  | 14,0000  |
| 8     | Sirkka Norrlund   | FIN  | 14,1000  |

Finale: 20. September
Wind: −1,0 m/s
Karin Balzer (Foto rechts) wurde die erste Europameisterin auf der neuen Hürdendistanz.

### 4 × 100 m Staffel
| Platz | Land           | Athletinnen                                                                        | Zeit (s) |
| ----- | -------------- | ---------------------------------------------------------------------------------- | -------- |
| 1     | DDR            | Regina Höfer Renate Meißner Bärbel Podeswa Petra Vogt                              | 43,6 CR  |
| 2     | BR Deutschland | Bärbel Hähnle Jutta Stöck Rita Jahn Ingrid Becker                                  | 44,0000  |
| 3     | Großbritannien | Anita Neil Denise Ramsden Sheila Cooper Val Peat                                   | 44,3000  |
| 4     | Frankreich     | Gabrielle Meyer Sylviane Telliez Nicole Montandon Veronique Grandrieux             | 44,6000  |
| 5     | Polen          | Krystyna Mandecka Danuta Jędrejek Urszula Jóźwik Mirosława Sarna                   | 44,7000  |
| 6     | Sowjetunion    | Nadeschda Besfamilnaja Ljudmila Golomasowa Ljudmila Samotjossowa Galina Mitrochina | 44,8000  |
| 7     | Österreich     | Liese Prokop Helga Kapfer Maria Sykora Erika Kren                                  | 45,8000  |
| DNS   | Schweden       | Elisabeth Randerz Gun Olsson Karin Lundgren Margaretha Larsson                     |          |

Finale: 20. September

### 4 × 400 m Staffel
| Platz | Land           | Athletinnen                                                         | Zeit (min) |
| ----- | -------------- | ------------------------------------------------------------------- | ---------- |
| 1     | Großbritannien | Rosemary Stirling Pat Lowe Janet Simpson Lillian Board              | 3:30,8 WR  |
| 2     | Frankreich     | Bernadette Martin Nicole Duclos Éliane Jacq Colette Besson          | 3:30,8 WR  |
| 3     | BR Deutschland | Christa Czekay Antje Gleichfeld Inge Eckhoff Christel Frese         | 3:32,7 DR  |
| 4     | Sowjetunion    | Taissija Kowalewskaja Olga Klein Anna Dundare Raissa Nikanorowa     | 3:33,7000  |
| 5     | DDR            | Waltraud Birnbaum Roswitha Becker Ingelore Lohse Hannelore Middecke | 3:35,2 NR  |
| 6     | Schweden       | Elisabeth Randerz Birgitta Larsson Ulla Ekblom Karin Lundgren       | 3:35,4000  |
| 7     | Ungarn         | Antónia Munkácsi Magdolna Kulcsár Rozalia Sefer Györgyi Balogh      | 3:36,6000  |
| 8     | Finnland       | Mona-Lisa Strandvall Riitta Hagman Pirjo Wilmi Eeva Haimi           | 3:40,6000  |

Finale: 19. September
Bereits im Vorlauf hatte die bundesdeutsche Staffel mit 3:33,9 min einen neuen Weltrekord aufgestellt, dieser hatte jedoch nur einen Tag lang Bestand.

### Hochsprung
| Platz | Athletin          | Land | Höhe (m) |
| ----- | ----------------- | ---- | -------- |
| 1     | Milena Rezková    | TCH  | 1,83 CRe |
| 2     | Antonina Lasarewa | URS  | 1,83 CRe |
| 3     | Mária Mračnová    | TCH  | 1,83 CRe |
| 4     | Rita Schmidt      | GDR  | 1,83 CRe |
| 5     | Karin Schulze     | GDR  | 1,770000 |
| 6     | Snežana Hrepevnik | YUG  | 1,770000 |
| 7     | Ilona Gusenbauer  | AUT  | 1,770000 |
| 8     | Barbara Inkpen    | GBR  | 1,770000 |

Finale: 18. September

### Weitsprung
| Platz | Athletin             | Land | Weite (m) |
| ----- | -------------------- | ---- | --------- |
| 1     | Mirosława Sarna      | POL  | 6,49      |
| 2     | Viorica Viscopoleanu | ROM  | 6,45      |
| 3     | Berit Berthelsen     | NOR  | 6,44      |
| 4     | Diana Jorgowa        | BGR  | 6,31      |
| 5     | Tamara Bytschkowa    | URS  | 6,29      |
| 6     | Maureen Barton       | GBR  | 6,28      |
| 7     | Eva Kucmanová        | TCH  | 6,21      |
| 8     | Kristina Hauer       | GDR  | 6,19      |

Datum: 19. September

### Kugelstoßen
| Platz | Athletin              | Land | Weite (m) |
| ----- | --------------------- | ---- | --------- |
| 1     | Nadeschda Tschischowa | URS  | 20,43 WR  |
| 2     | Margitta Gummel       | GDR  | 19,580000 |
| 3     | Marita Lange          | GDR  | 18,560000 |
| 4     | Iwanka Christowa      | BGR  | 18,04 NR  |
| 5     | Renate Boy            | GDR  | 17,590000 |
| 6     | Els van Noorduyn      | NED  | 17,28 NR  |
| 7     | Irina Solonzowa       | URS  | 17,250000 |
| 8     | Galina Nekrassowa     | URS  | 17,190000 |

Datum: 16. September

### Diskuswurf
| Platz | Athletin           | Land | Weite (m) |
| ----- | ------------------ | ---- | --------- |
| 1     | Tamara Danilowa    | URS  | 59,28 CR  |
| 2     | Ljudmila Murawjowa | URS  | 59,240000 |
| 3     | Karin Illgen       | GDR  | 58,660000 |
| 4     | Lia Manoliu        | ROM  | 57,380000 |
| 5     | Antonina Popowa    | URS  | 56,660000 |
| 6     | Olimpia Cataramă   | ROM  | 56,620000 |
| 7     | Gabriele Hinzmann  | GDR  | 52,320000 |
| 8     | Judit Stugner      | HUN  | 52,000000 |

Datum: 19. September

### Speerwurf
| Platz | Athletin         | Land | Weite (m) |
| ----- | ---------------- | ---- | --------- |
| 1     | Angéla Ránky     | HUN  | 59,76 CR  |
| 2     | Magda Vidos      | HUN  | 58,800000 |
| 3     | Walentina Ewert  | URS  | 56,560000 |
| 4     | Nataša Urbančič  | YUG  | 55,680000 |
| 5     | Nina Marakina    | URS  | 55,340000 |
| 6     | Daniela Jaworska | POL  | 55,160000 |
| 7     | Marion Lüttge    | GDR  | 53,760000 |
| 8     | Cecylia Bajer    | POL  | 50,540000 |

Datum: 18. September

### Fünfkampf
| Platz | Athletin                | Land | Punkte offiz. Wert. | Punkte 85er Wert. |
| ----- | ----------------------- | ---- | ------------------- | ----------------- |
| 1     | Liese Prokop            | AUT  | 5030 CR             | 4419              |
| 2     | Meta Antenen            | SUI  | 4793000             | 4210              |
| 3     | Marija Sisjakowa        | URS  | 4773000             | 4176              |
| 4     | Walentina Tichomirowa   | URS  | 4715000             | 4126              |
| 5     | Marjan Ackermans-Thomas | NED  | 4701000             | 4116              |
| 6     | Elisabeth Waldburger    | SUI  | 4648000             | 4056              |
| 7     | Sue Scott               | GBR  | 4641000             | 4055              |
| 8     | Burglinde Pollak        | GDR  | 4598000             | 4013              |

Datum: 17./18. September

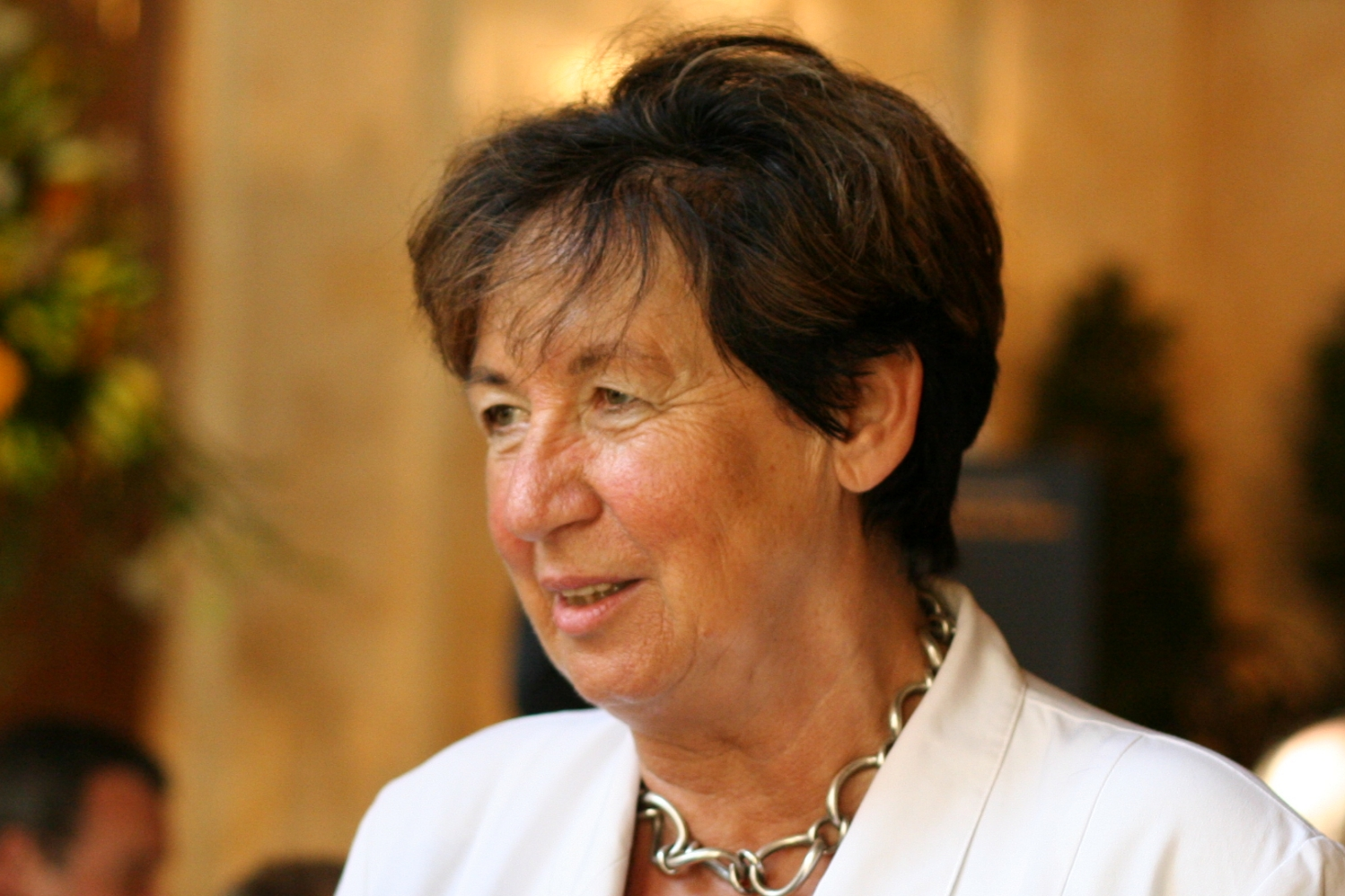
Europameisterin wurde die Olympiazweite von 1968 und Weltrekordlerin Liese Prokop (hier im Jahr 2006)

Gewertet wurde nach der Punktetabelle von 1969.
Zur Orientierung und Einordnung der Leistungen sind zum Vergleich die nach heutigem Wertungssystem von 1985 für den Siebenkampf erreichten Punktzahlen mitaufgeführt. Aber diese Vergleiche sind nur Anhaltswerte, denn als Grundlage müssen die jeweils unterschiedlichen Maßstäbe der Zeit gelten.

## Videolinks
- EUROPEAN ATHLETICS 1969 ATHENS OPENING CEREMONY, youtube.com, abgerufen am 24. Juli 2022